# Pseudonympha hübneri
Pseudonympha hübneri är en fjärilsart som beskrevs av Van Son 1955. Pseudonympha hübneri ingår i släktet Pseudonympha och familjen praktfjärilar. Inga underarter finns listade.